# 黄一然
黄一然（1908年—1979年9月3日）江苏太仓人。中国共产党干部、北京大学副校长。

## 生平
出身外文排字工人，没有正式学历，自学成才。通晓英语、俄语。1927年春，黄一然加入中国共产主义青年团，并参加上海工人三次武装起义。1933年5月加入中国共产党，不久和中共党组织失去联系，此后一直在找中共党组织。1936年，受鲁迅的鼓励，和妻子赵洵共同翻译了肖洛霍夫的名著《静静的顿河》，由上海光明书局1936年出版。还译著《日本经济与经济制裁》，由上海杂志公司1938年在汉口出版。
抗日战争时期，在上海参加上海文化界救亡协会，任救护慰劳委员会主任委员，后来到山西抗日前线工作。1941年春抵达延安，恢复了中共党组织关系，任中共中央财经部秘书主任等职。
抗日战争胜利后，黄一然到中国东北，历任鞍山钢铁公司制铁部主任和基建处处长。
1951年被选派赴苏联实习。获悉苏联将帮助中国建卡车厂后，向中国驻苏联大使张闻天提出想学汽车制造的意愿，经张闻天与有关部门商议后同意派他去斯大林汽车厂实习。1954年回国后任长春第一汽车制造厂副厂长兼总工程师。一汽筹建中派遣技术人员赴苏联斯大林汽车厂实习，黄一然叮嘱：“我们和留学生不一样，留学生没有实际工作经验，老师讲什么学什么。我们去实习，要带着问题学，不仅学人家怎么做，还要考虑回来后怎么做，从理论和实践相结合的角度进行思考。”1957年调离一汽，任哈尔滨工业大学副校长、中国驻苏联大使馆政务参赞、北京大学副校长。
文化大革命爆发后，北京大学副校长黄一然被定为“叛徒”，开除中国共产党党籍。黄一然被打成“李立三特务集团成员”。1973年起，北京大学逐步开始了“解放”老干部的工作。1973年1月，中共北京大学党委批准，将文革开始后定为“叛徒”的副校长黄一然“按人民内部矛盾处理”，但仍开除党籍。文革后，黄一然获得彻底平反。文革期间，黄一然因受迫害，身患重病。1979年9月3日，黄一然在北京病逝。

## 著作
- 译著《静静的顿河》，上海光明书局，1936年[1]
- 译著《日本经济与经济制裁》，汉口上海杂志公司，1938年[1]

## 家庭
- 妻：赵洵